# Монетный кабинет (Берлин)
Монетный (Нумизматический) кабинет (нем. Münzkabinett) в составе Государственных музеев Берлина — самая крупная нумизматическая коллекция Германии, стоит в одном ряду с крупнейшими собраниями монет мира: Британским музеем в Лондоне, Национальной библиотекой в Париже, Музеем истории искусств в Вене и петербургским Эрмитажем. Монетный кабинет размещается в Музее Боде.

## История
Собрание выросло из коллекции монет кунсткамеры бранденбургских курфюрстов, первые приобретения в которой датируются 1535 и 1571 гг. На самой древней инвентарной описи берлинской коллекции монет, в которой указано 5 тысяч античных монет, указан 1649 г. Первые научные исследования фондов коллекции в 1685—1705 гг. провёл Лоренц Бергер и в 1804—1810 гг. — Доменико Сестини. В войны 1745, 1757 и 1806 гг. коллекция много раз перемещалась, каждый раз неся потери.
В XVIII в. появилось стремление открыть коллекцию для публики, в связи с чем с 1735 по 1815 гг. коллекция неоднократно перемещалась между Королевской библиотекой, Монетным кабинетом, Кабинетом искусства и античности, Академией наук и Университетом Берлина. В 1830 г. нумизматическая коллекция была передана в ведение Королевских музеев и выставлена в Старом музее. Начиная с 40-х гг. XIX в. началось серьёзное исследование античной части коллекции. С 1868 г. собрание монет получило статус самостоятельного музея в составе Королевских музеев. Для расширения фондов музея до 1918 г. выделялись крупные инвестиции для приобретения частных коллекций по всей Европе. Коллекция росла и за счёт многочисленных пожертвований.
В 1904 г. Монетный кабинет был переведён в новый Музей кайзера Фридриха, где специально для него было подготовлено хранилище длиной почти 60 м, в котором коллекция размещалась по исторически-хронологическому принципу. В отличие от других художественных коллекций Государственных музеев Берлина, оказавшихся разделёнными после Второй мировой войны, Монетный кабинет остался полностью в Восточной Германии. Во время Второй мировой войны большая часть собрания монет была укрыта в подвале Пергамского музея, откуда в целости и сохранности была переправлена в Советский Союз. В 1958 г. без особых потерь коллекция вернулась в Берлин. Некоторые экспонаты монетной коллекции, хранившиеся в других местах, пострадали также незначительно. С января 1959 г. экспозиция Монетного кабинета вновь открылась в Зале эскизов. Лишь после завершившихся в 2007 г. реставрационных работ в Музее Боде Монетный кабинет получил для своей постоянной экспозиции четыре зала, в которых удалось разместить лишь малую толику имеющихся фондов. До этого публике была доступна лишь экспозиция античных монет в Пергамском музее.

## Коллекция
В настоящее время фонды Монетного кабинета составляют более 500 тысяч оригинальных объектов преимущественно в очень хорошем состоянии. Кроме этого в коллекцию входят более 300 тысяч гипсовых слепков других объектов и дублетов денежных знаков.

### Античные монеты
Античные монеты составляют большую часть собрания Монетного кабинета. В коллекции хранится около 102 тысяч древнегреческих и около 50 тысяч древнеримских монет и такие объекты мирового уровня, как дамаретейон в честь победы правителя Сиракуз Гелона над карфагенянами или уникальная афинская декадрахма в честь битвы при Саламине.

### Средневековые и более поздние монеты
В Монетном кабинете хранятся около 66 тысяч средневековых европейских монет до 1500 г., включая экземпляры из Византии. Более поздних монет (до Нового времени) со всего мира в Монетном кабинете около 103 тысяч. Кроме этого в коллекции есть 30 тысяч монет Ближнего Востока и Азии.

### Медали
Коллекция медалей со знаменитыми портретными медалями эпохи Ренессанса составляет около 32 тысяч экземпляров.

### Кража золотой монеты
В мае 2007 года канадским монетным двором была обнародована специальная монета с номиналом в миллион долларов и примерной стоимостью около четырёх миллионов. Диаметр монеты — 50 см, толщина — 3 см, вес — 100 кг. Монета была занесена в книгу рекордов Гиннесса. Всего было выпущено шесть монет, продано пять. Одна из монет была украдена из выставочного зала музея Боде ранним утром 27 марта 2017 года.